# Концентрація банків
Концентрація банків — зосередження основної маси банківських операцій у все меншому числі великих та найбільших банків. Відбувається на базі концентрації виробництва і капіталу при капіталізмі, в свою чергу підсилюючи ці процеси. В епоху імперіалізму Концентрація банків призводить до появи гігантських банківських монополій, які тісно зростаються з промисловими монополіями, і є важливим фактором освіти фінансового капіталу і фінансовою олігархією. 
|                                                        | У міру розвитку банкової справи і концентрації його в небагатьох установах, банки переростають із скромної ролі посередників у всесильних монополістів … |
| — Ленин В. И., Полн. собр. соч., 5 изд., т. 27, с. 326 | |

Концентрація банків відбувається як в результаті прискореного зростання масштабів діяльності і маси капіталів більших банків за рахунок накопичення прибутку (власне концентрація), так і шляхом «приєднання» до великих банків дрібних, поглинання останніх і утворення банківських груп, концернів банків (централізація).
Ці процеси тісно пов'язані між собою: злиття банків зазвичай дають поштовх до прискореного зростання їх капіталів і прибутків, а швидке зростання масштабів фінансових операцій дає змогу  придушувати і підпорядковувати конкурентів. Один із показників рівня К. б. — питома вага найбільших банків країни в операціях та прибутках всієї банківської системи.
Наприклад, у США, де в середині 60-х рр. XX в. налічувалося понад 13,6 тис. банків, на частку 2,4 % загального їх числа припадало 62 % активів, 64,3 % обсягу позичкових операцій, 54,8 % службовців, 62,7 % чистих прибутків (після сплати податків), 70,4 % виплачених дивідендів. У 1969 із загальної суми депозитів в країні 444,9 млрд доларів 100 найбільших банків зосередили 229,3 млрд доларів, тобто понад 50 %, з них 113,4 млрд доларів припадало на частку 10 банків.
У Великій Британії з початку XX ст. панівне становище займала велика п'ятірка лондонських банків, У середині 60-х рр. банки «великої п'ятірки» зосереджували близько 90% всіх вкладів банків Великої Британії. Наприкінці 60-х рр. кількість банків-гігантів зменшилося до 4.
У Німеччині до початку Першої світової війни 1914-18 вісім найбільших банків мали половиною всіх вкладів комерційних банків країни. Після економічної кризи 1929-33 залишилися 3 найбільші банківські монополії — «гроссбанків»: Німецький банк, Комерційний банк і Дрезденський банк. Високого рівня досягла К. б. також у Франції, Італії, Японії, Канаді, Швейцарії та інших економічно розвинених капіталістичних країнах.
Показником рівня концентрація банків є також масштаби мережі відділень, що забезпечує великим банківським монополіям можливості кредитної експансії. У Західній Європі (у Великій Британії, Франції, Німеччини, Італії) на початку XX ст. утворилися гігантські банки з сотнями і навіть тисячами відділень. У середині 60-х рр. 20 ст. у Великій Британії група Барклея, очолювана «Барклейс банком», мала понад 5 тис. відділень і за числом їх стояла на 1-му місці серед капіталістичних банків; західнонімецький Німецький банк мав понад 680 відділень. Після Другої світової війни 1939—1945 рр. зростання мережі філій і відділень банків бурхливо протікали в США, за 1950—1970 рр. мережа філій американських банків збільшилася в 4 рази.
До кінця 1970 р. в країні налічувалося 21,6 тис. відділень. Банки-гіганти використовують різні методи підпорядкування середніх і дрібних банків, що зберігають формальну самостійність. Такі, наприклад, міжбанківські кореспондентські відносини, завдяки яким великі банки залучають додаткові ресурси і використовують тисячі дрібних кредитних інститутів. В кінці 60-х рр. італійський Національний банк праці мав близько 2 тис. банків-кореспондентів, а американський «Чейз Манхаттан банк» — 3,9 тис. Банківські холдинг-компанії в США скуповували контрольні пакети акцій дрібних і середніх банків і ставили їх під контроль головного банку. 97 найбільших холдинг-компаній в США на початку 1970 р. контролювали понад 720 банків з 2,6 тис. відділень і депозитами в сумі 62,6 млрд доларів. Концентрація банків загострює суперечності між суспільним характером виробництва і приватнокапіталістичною формою привласнення його результатів. Водночас у ході концентрації банків складаються матеріальні передумови соціалізму — створюється апарат обліку та контролю, який використовується пролетаріатом який переміг в процесі соціалістичного будівництва.